# آدام شاپیرو
آدام شاپیرو (به انگلیسی: Adam Shapiro) (زاده ۱۹۷۲) فعال اصلاح طلب و عضو جنبش اتحاد جهانی است.

## زندگی
شاپیرو در بروکلین نیویورک و در خانواده‌ای یهودی بزرگ شده است. او دانش‌آموخته رشته تاریخ و علوم سیاسی از دانشگاه واشینگتن در سن‌لوئیس در سال ۱۹۹۳ است. وی همچنین در دانشگاه جرج‌تاون به مطالعات درباره جهان عرب پرداخته است. وی همچنین مدرک کارشناسی ارشد خود را از دانشگاه نیویورک در رشته علوم سیاسی دریافت کرده است.